# Hendrika van Rumt
Hendrika Alida van Rumt (* 28. August 1897 in Amsterdam; † 26. Mai 1985 ebenda) war eine niederländische Turnerin.

## Erfolge
Hendrika van Rumt nahm 1928 an den Olympischen Spielen in Amsterdam teil und gehörte bei diesen zur niederländischen Turnriege im Mannschaftsmehrkampf, bei dem insgesamt fünf Mannschaften antraten. Den Wettkampf schlossen die Niederländerinnen mit 316,75 Punkten auf dem ersten Platz ab, vor den mit 289 Punkten zweitplatzierten Italienerinnen und den Britinnen auf Rang drei mit 258,25 Punkten ab. Dahinter folgten die Mannschaften Ungarns und Frankreich. Van Rumt erhielt somit als Olympiasiegerin zusammen mit Estella Agsteribbe, Elka de Levie, Helena Nordheim, Anna Polak, Jacoba Stelma, Jacomina van den Berg, Alida van den Bos, Anna van der Vegt und Petronella van Randwijk die Goldmedaille.
Dieser Wettbewerb wurde vor allem aufgrund des späteren Schicksals eines Teils der niederländischen Mannschaft bekannt. Vier der Medaillengewinnerinnen – Helena Nordheim, Anna Polak, Estella Agsteribbe und Elka de Levie – sowie die Ersatzturnerin Judikje Simons und der Trainer der Mannschaft, Gerrit Kleerekoper, waren jüdischer Abstammung. Bis auf de Levie wurden alle zusammen mit ihren Partnern und Kindern in den Vernichtungslagern Sobibor und Auschwitz ermordet.